# Finale de la Coupe des clubs champions africains 1988
La finale de la coupe des clubs champions africains 1988 est un match de football disputé en aller-retour, opposant l'équipe algérienne de l'ES Sétif à l'équipe nigerianne d'Iwuanyanwu Nationale. Les rencontres sont jouées le 26 novembre 1988 au Liberty Stadium à Ibadan, puis le 9 décembre 1988 au Stade Chahid-Hamlaoui à Constantine. La coupe est remportée par l'Entente sétifienne par 4 - 0 après avoir perdu 1 - 0 au match aller.

## Parcours des finalistes
Note : (D : domicile ; E : extérieur).
| ES Sétif          | ES Sétif          | ES Sétif  | ES Sétif  |                     | Iwuanyanwu Nationale       | Iwuanyanwu Nationale | Iwuanyanwu Nationale | Iwuanyanwu Nationale |
| ----------------- | ----------------- | --------- | --------- | ------------------- | -------------------------- | -------------------- | -------------------- | -------------------- |
| Adversaire        | Total             | Aller     | Retour    | Tour                | Adversaire                 | Total                | Aller                | Retour               |
| Stade Malien      | 5 - 1             | 4 - 0 (D) | 1 - 1 (E) | Seizièmes de finale | Requins de l'Atlantique FC | 3 - 0                | 2 - 0 (D)            | 1 - 2 (E)            |
| ES Sahel          | 3 - 2             | 2 - 0 (D) | 1 - 2 (E) | Huitièmes de finale | Tonnerre Yaoundé           | 4 - 3                | 2 - 0 (D)            | 2 - 3 (E)            |
| FC 105 Libreville | 4 - 3             | 3 - 0 (D) | 1 - 3 (E) | Quarts de finale    | Africa Sports              | 3 - 2                | 0 - 1 (D)            | 4 - 0 (E)            |
| Al Ahly SC        | 2 - 2 (4 - 2 tab) | 2 - 0 (D) | 0 - 2 (E) | Demi-finales        | FAR Rabat                  | 5 - 5 (5 - 3 tab)    | 4 - 1 (D)            | 1 - 4 (E)            |

## Match aller
| Finale aller                   | Iwuanyanwu Nationale | 1 – 0   | ES Sétif | Liberty Stadium, Ibadan                         |                                                 |
| 26 novembre 1988 --:-- (UTC+0) | Ozogula 29e          | (1 - 0) |          | Spectateurs : 25 000 Arbitrage : Idrissa Traoré | Spectateurs : 25 000 Arbitrage : Idrissa Traoré |

| Gardien de but | -                  | Edward Ansah     |  |  |  |
|                | -                  | Ramson Madu      |  |  |  |
|                | -                  | Godwin Eke       |  |  |  |
|                | -                  | Andrew Uwe       |  |  |  |
|                | -                  | Uwakwe Eke       |  |  |  |
|                | -                  | Friday Ekpo (c)  |  |  |  |
|                | -                  | Thompson Oliha   |  |  |  |
|                | -                  | .... Uzokine     |  |  |  |
|                | -                  | Lawrence Ukaegbu |  |  |  |
|                | -                  | Michael Obiku    |  |  |  |
|                | -                  | Samson Ozogula   |  |  |  |
| Remplaçants :  |                    |                  |  |  |  |
| Entraîneur :   |                    |                  |  |  |  |
|                | Dimitris Theofanis |                  |  |  |  |

| Gardien de but | 1              | Antar Osmani             |  |          |  |
|                | 2              | Djamel Nabti             |  |          |  |
|                | 3              | Kamel Adjas              |  |          |  |
|                | 4              | Ammar Bernaoui           |  |          |  |
|                | 5              | Abdelhakim Serrar (c)    |  |          |  |
|                | 6              | Dhia Eddine Boulahdjilet |  |          |  |
|                | -              | Rais Bouzid              |  | Remplacé |  |
|                | 8              | Malik Zorgane            |  |          |  |
|                | 9              | Abderrazak Rahmani       |  |          |  |
|                | 10             | Nacer Adjissa            |  |          |  |
|                | -              | Ammar Doudou             |  | Remplacé |  |
| Remplaçants :  |                |                          |  |          |  |
|                | -              | Derradji Bendjaballah    |  | Entré    |  |
|                | -              | Abderrahim Bendjaballah  |  | Entré    |  |
| Entraîneur :   |                |                          |  |          |  |
|                | Mokhtar Arribi |                          |  |          |  |

## Match retour
| Finale retour                 | ES Sétif                                                     | 4 – 0   | Iwuanyanwu Nationale | Stade Chahid-Hamlaoui, Constantine           |                                              |
| 9 décembre 1988 --:-- (UTC+1) | Zorgane 50e · Rahmani 52e · Uwe 85e (csc) · Bendjaballah 87e | (0 - 0) |                      | Spectateurs : 55 000 Arbitrage : Badara Sène | Spectateurs : 55 000 Arbitrage : Badara Sène |

| Gardien de but | 1              | Antar Osmani             |  |          |  |
|                | 2              | Djamel Nabti             |  |          |  |
|                | 3              | Kamel Adjas              |  |          |  |
|                | 4              | Ammar Bernaoui           |  |          |  |
|                | 5              | Abdelhakim Serrar (c)    |  |          |  |
|                | 6              | Dhia Eddine Boulahdjilet |  | Remplacé |  |
|                | -              | Mustapha Gharib          |  |          |  |
|                | 8              | Malik Zorgane            |  | Remplacé |  |
|                | 9              | Abderrazak Rahmani       |  |          |  |
|                | 10             | Nacer Adjissa            |  |          |  |
|                | -              | Abderrahim Bendjaballah  |  |          |  |
| Remplaçants :  |                |                          |  |          |  |
|                | -              | Derradji Bendjaballah    |  |          |  |
|                | -              | Rais Bouzid              |  | Entré    |  |
|                | -              | Ammar Doudou             |  | Entré    |  |
| Entraîneur :   |                |                          |  |          |  |
|                | Mokhtar Arribi |                          |  |          |  |

| Gardien de but | -                  | Edward Ansah     |  |  |  |
|                | -                  | Toyin Ayinla     |  |  |  |
|                | -                  | Godwin Eke       |  |  |  |
|                | -                  | Andrew Uwe       |  |  |  |
|                | -                  | Uwakwe Eke       |  |  |  |
|                | -                  | Friday Ekpo (c)  |  |  |  |
|                | -                  | Thompson Oliha   |  |  |  |
|                | -                  | .... Uzokine     |  |  |  |
|                | -                  | Uwem Ekarika     |  |  |  |
|                | -                  | Michael Obiku    |  |  |  |
|                | -                  | Samson Ozogula   |  |  |  |
| Remplaçants :  |                    |                  |  |  |  |
|                | -                  | Ramson Madu      |  |  |  |
|                | -                  | Lawrence Ukaegbu |  |  |  |
| Entraîneur :   |                    |                  |  |  |  |
|                | Dimitris Theofanis |                  |  |  |  |